# Braba
"Braba" (estilizada em letras maiúsculas) é uma canção da cantora brasileira Luísa Sonza, lançada em 18 de março de 2020. Foi composta pela própria em conjunto com Arthur Marques, Diego Timbó, DJ Thai e Aisha, e produzida por Arthur e DJ Thai.

## Antecedentes
Luísa anunciou o lançamento da canção em 11 de março de 2020, junto com a capa do single. Na capa, Sonza aparece de peruca rosa e visual de stripper. O cenário parece um clube de strip-tease, com profissionais e clientes ao fundo, e com notas de dinheiro estampadas com o rosto de Luísa. "Braba" seria incluída em seu segundo álbum de estúdio, Doce 22, porém não chegou à versão final do disco.

## Videoclipe
O videoclipe foi dirigido por Jacques Dequeker, e foi lançado em 18 de março de 2020. No clipe, Luisa interpreta uma stripper que é presa pela polícia.

## Apresentações ao vivo
Luísa apresentou a música pela primeira em 8 de maio de 2020, durante uma live em seu canal do YouTube.

## Desempenho nas paradas musicais
| País — Tabela musical (2020) | Posição de pico |
| ---------------------------- | --------------- |
| Brasil (UBC Streaming)       | 1               |
| Brasil (Pop Nacional)        | 6               |
| Portugal (AFP)               | 74              |

| País — Tabela musical (2020)                | Posição de pico |
| ------------------------------------------- | --------------- |
| Brasil Top 50 Streaming (Pro-Música Brasil) | 3               |

## Vendas e certificações
| Região                                                        | Certificação | Vendas  |
| ------------------------------------------------------------- | ------------ | ------- |
| Brasil (PMB)                                                  | 2× Diamante  | 500.000 |
| Portugal (AFP)                                                | Ouro         | 10.000‡ |
| ‡vendas+valores de streaming baseados somente na certificação |              |         |